# 淡路市立釜口小学校
淡路市立釜口小学校（あわじしりつかまぐちしょうがっこう）は、兵庫県淡路市釜口にあった日本の公立小学校。

## 概要
住宅が広がる斜面の中腹に位置し、校庭からは大阪湾が眺められる。1874年に設立されて以降、市町村合併により名前を変え存続してきたが、2019年に生徒数減少により廃校となった。廃校以降、旧釜口小学校区に住んでいる生徒はスクールバスで淡路市立学習小学校へと通学している。

## 歴史
- 1874年（明治7年） - 勝福寺に可里耶校を開設。
- 2005年4月1日（平成17年） - 淡路市立釜口小学校と改称。
- 2019年4月1日（平成31年） - 生徒数の減少により、淡路市学習小学校へ統合、淡路市立釜口小学校は廃校となる。

## 跡地利用
釜口小学校跡地には、相生学院高等学校が誘致され、2023年に跡地に相生学院高等学校淡路校が開校した。同校は、淡路市に拠点を置いて活動している相生学院高等学校サッカー部が対面授業を受けるために設置され、開校式ではサッカー部のインターハイ出場選手たちが紹介された。

## アクセス
- 神戸淡路鳴門自動車道　東浦ICから車で10分
- 釜口バス停(あわ神あわ姫バス)から徒歩3分